# 都営バス北営業所

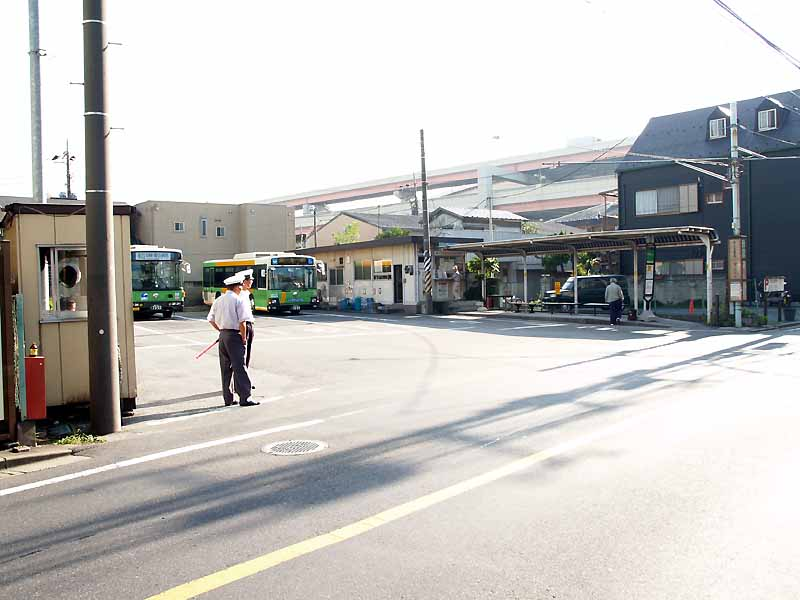
荒川土手操車所

都営バス北自動車営業所（とえいバスきたじどうしゃえいぎょうしょ）は、東京都北区神谷に位置する都営バスの営業所。
王子駅をターミナルに東京都北区、豊島区、足立区南西部およびその周辺の路線と東43系統は文京区、千代田区を担当している。営業所記号は滝野川自動車営業所より引き継いだNを用いる。ナンバーは練馬である。管轄下に練馬支所を置く。最寄り駅は志茂駅、最寄り停留所は北車庫前または北車庫入口である。
東京都交通局の職員住宅である北寮、警視庁赤羽警察署が隣接している。本営業所は王子電気軌道と縁が深く、主力路線の王40甲は同社の乗合自動車路線から発展したものである。

## 沿革
- 1929年（昭和4年）5月5日：王子電気軌道が乗合自動車の営業を開始。
- 1935年（昭和10年）10月21日：王子電気軌道、京北乗合自動車を買収。
- 1942年（昭和17年）2月1日：王子電気軌道、交通事業のすべてを東京市電気局に譲渡。乗合部門の滝野川営業所が滝野川自動車営業所となる。場所は現在の豊島区西巣鴨だった。
- 1944年（昭和19年）11月19日：戦災被害により、大塚営業所滝野川分車庫に降格。
- 1949年（昭和24年）3月30日：大塚営業所滝野川分車庫を滝野川営業所として復旧。営業所記号はN。
- 1957年（昭和32年）1月12日：トロリーバス103系統営業開始。同時に戸山無軌条電車営業所昭和町派出所を開設。
- 1959年（昭和34年）5月27日：大塚営業所志村分車庫を開設。
- 1961年（昭和36年）1月1日：志村分車庫を志村支所へ昇格。この時に設定された営業所を表すアルファベットがYである。
- 1966年（昭和41年）5月21日：志村支所が志村営業所として独立。営業所記号はYのままである。
- 1968年（昭和43年）4月1日：戸山無軌条電車営業所昭和町派出所の廃止に伴い、滝野川営業所昭和町分車庫を新設。トロリーバス代替603・604系統の運行を開始。
- 1980年（昭和55年）4月4日：滝野川営業所本所および昭和町分車庫を統合、現在地の北区神谷三丁目に北自動車営業所を開設。営業所記号のNと王40・東43・草64系統も滝野川本所から引き継いだ。
- 1982年（昭和57年）3月29日：志村営業所の廃止に伴い、同所が担当していた王41・45・57の各系統を当営業所に移管（王78系統は杉並営業所（現・杉並支所）へ移管）、草64系統を北から巣鴨営業所に移管する。以降、K代後期投入から指定車種をいすゞから日産ディーゼルへ。
- 1987年（昭和62年）
  - 2月：滝野川営業所以来在籍していたいすゞ車で最後の川重製BU04V（N-C490 - 493号車）が経年廃車。
  - 4月：江戸川区の（旧）江戸川営業所今井支所廃止と臨海営業所（現・臨海支所）発足に伴い、北に混在していたいすゞ（富士重工業製）車を今井の日産ディーゼル車と交換し、今井の日デM・N代を除いて両方とも車種統一化を完了[1]。残るM・N代も臨海に移籍後1989年7月までに全車が北に転属している。
- 1997年（平成9年）：CNG充填スタンド設置。CNG車の営業運転開始。
- 2011年（平成23年）2月22日：この日をもってCNG車が営業運転終了。これによりツーステップ車が全滅し、全車ノンステップに[2]。CNGノンステップ車も臨海支所と深川営業所に全車転出した[3]。
- 2012年（平成24年）4月1日：東43系統を巣鴨営業所との共管とし、里48系統に参入する。王46系統を廃止のうえ一部区間を里48系統に編入、里48-2系統とする。
- 2014年（平成26年）3月31日：東43系統の共管を解消。里48系統は引き続き所管。
- 2022年（令和4年）1月3日：里48系統・里48-2から撤退。

## 現行路線

### 王40甲・丙系統

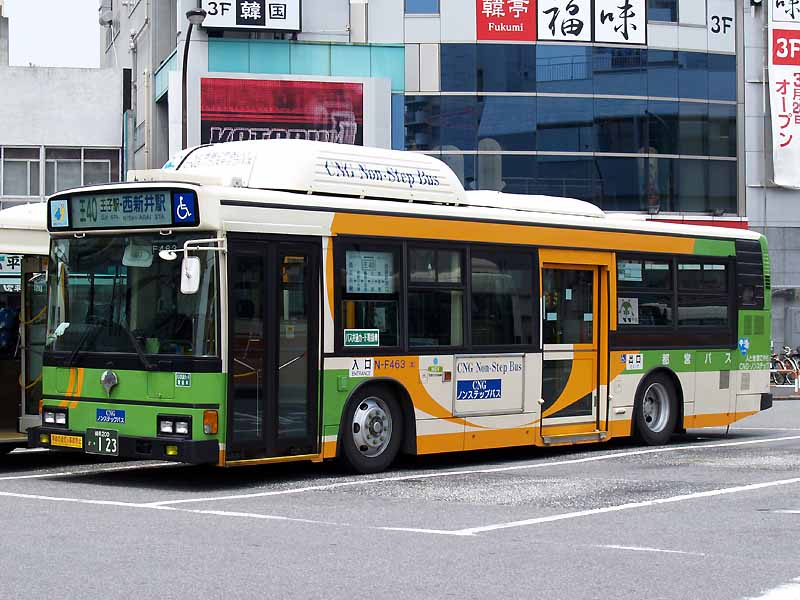
王40甲 (N-F463)

- （10→）王40甲：池袋駅東口 - 西巣鴨 - 王子駅 - 豊島五丁目団地 - 荒川土手操車所 - 江北四丁目 - 西新井大師 - 西新井駅
- 王40甲：池袋駅東口 - 西巣鴨 - 王子駅 - 豊島五丁目団地 - 荒川土手操車所 - 江北四丁目(最終便のみ)
- 王40甲：豊島五丁目団地 - 王子駅 - 西巣鴨 - 池袋駅東口
- 王40甲：豊島五丁目団地 - 荒川土手操車所 - 江北四丁目 - 西新井大師 - 西新井駅
- 王40甲：西新井駅 → 西新井大師 → 江北四丁目 → 荒川土手操車所前 → 豊島五丁目団地 → 王子駅（通常設定無し、多客時のみ運行）
- 王40丙：王子駅 → 豊島五丁目団地 → みやぎ水再生センター → 江南中学校 → 豊島五丁目団地 → 王子駅（宮城循環）
- 王40丙：江南中学校 → 豊島五丁目団地 → 王子駅 （早朝のみ）
- 王40出入：北車庫 → 王子五丁目 →（溝田橋経由）→ 王子駅前 → 西巣鴨 → 池袋駅東口（王子二丁目は停車せず）
- 王40出入：池袋駅東口 → 西巣鴨 → 王子駅 → 王子二丁目 → 王子五丁目 → 北車庫
- 王40出入：北車庫 - 王子五丁目 - 王子駅
- 王40出入：北車庫 - 王子五丁目 - 王子駅 - 豊島五丁目団地 - 荒川土手操車所 - 江北四丁目 - 西新井大師 - 西新井駅

池袋駅と西新井駅を王子駅経由で結ぶ北営業所の最主力路線。池袋と西新井をちょうど鉄道空白地帯を縫うように結ぶ路線のため、1日を通して乗客数・本数が多い。しかし収支係数は100前後でかなりの黒字というわけではない。
1946年（昭和21年）に10系統として運行開始した路線である。都営になる前は、王子と池袋の間に王子電気軌道の路線、王子と西新井の間には京北乗合自動車の路線が存在していた。1935年（昭和10年）に王子電気軌道が京北乗合自動車を買収したことで両社の路線を一本化、現在まで続く路線の下地ができる。
当初は大塚営業所の担当で、その後は滝野川営業所本所を経て1980年4月の移転により北営業所の担当となった。
東京都乗合自動車の運行系統の名称・区間においては王40甲と表記されるが、旅客案内上は王40として表記される。基本的に全区間通しだが、豊島五丁目団地折り返し、荒川土手操車所始発、出入便として北車庫発着もある。北車庫から池袋方面への出庫便のみは王子二丁目を経由せず、溝田橋を経由する（溝田橋停留所は存在しないが方向幕、LED行き先表示器に表示されている）。これは、王子駅前の王40池袋方面停留所に接続するための軌道修正による迂回である。
2023年春のダイヤ改正から、池袋駅東口発の最終便(22:17発)が江北四丁目止まりとなった。

王40丙系統は王子駅から宮城地区を循環運行する。旅客案内上は王子駅から江南中学校経由で王子駅に戻り、江南中学校前後での乗り通しが可能。1988年（昭和63年）から1992年までの一時期、練馬営業所（現・練馬支所）が担当していた時期もあった。
2019年（令和元年）10月12日から、後述の王55系統や巣鴨営業所管轄の上60系統などと共に使用している「池袋保健所」バス停が「Hareza池袋」に名称変更された。

### 王41・王45系統
- 王41：王子駅 - 王子四丁目 - 新田橋 - 新田三丁目 - 新田二丁目 - 環七新田 - 新田一丁目
- 王41：王子駅 → 王子四丁目 → 新田橋 → 新田三丁目 → 新田二丁目（平日終発時間帯のみ）
- 王45：王子駅 - 王子四丁目 - 新田橋 - 新田三丁目 - ハートアイランド西 - 宮城土手上 -（←足立小台駅）- 千住桜木 - 北千住駅
- 王45：王子駅 - 王子四丁目 - 新田橋 - 新田三丁目 - ハートアイランド西 - 宮城土手上 -（←足立小台駅）- 千住桜木 （通常設定無し、足立花火大会開催時の臨時便）

王41系統は1950年（昭和25年）12月25日付で開通した路線である。短距離だが需要が高く、終日高頻度で運行される（王55新設以降は徐々に減便傾向）。平日のみ新田一丁目行き終車後にその手前を終点とする新田二丁目止まりが運行される。
一方の王45系統は1959年（昭和34年）2月1日に開通した。新田地区から東に進路を変え、ハートアイランドを経て北千住駅まで向かう。かつては旧足立区役所（現在の千住一丁目）の運行で、千住地区及び区役所付近は循環運転を行っていた。また、宮城地区も土手からそれて、宮城町（現在の宮城二丁目）などを経由し、土手に合流ふるルートをとっていた。区役所の移転に伴い終着点を変更し、現在の運行区間に落ち着く。また、トーアスチールの工場が閉鎖し、ハートアイランド付近のルートを再編する際には、新たに停留所を二つ追加し、現在の運行形態になる。
豊島七丁目→新田橋（新田一丁目・北千住行）と新田橋→王子五丁目（王子駅前行）は狭隘な一方通行路を経由し、王子四丁目 - 新田橋の経路は両方向で異なる。王41・王45系統と王55系統の豊島八丁目の王子駅前方面バス停は200m以上離れた場所にある。なお、新田一丁目方面は同じバス停である。

2路線とも当初は滝野川営業所の管轄で、第2次再建計画に伴う追加の路線再編成で国際興業バスとの共同運行系統を失った志村営業所に1978年（昭和53年）11月1日付で移管されていたが、廃止により北営業所に復帰して現在に至る。

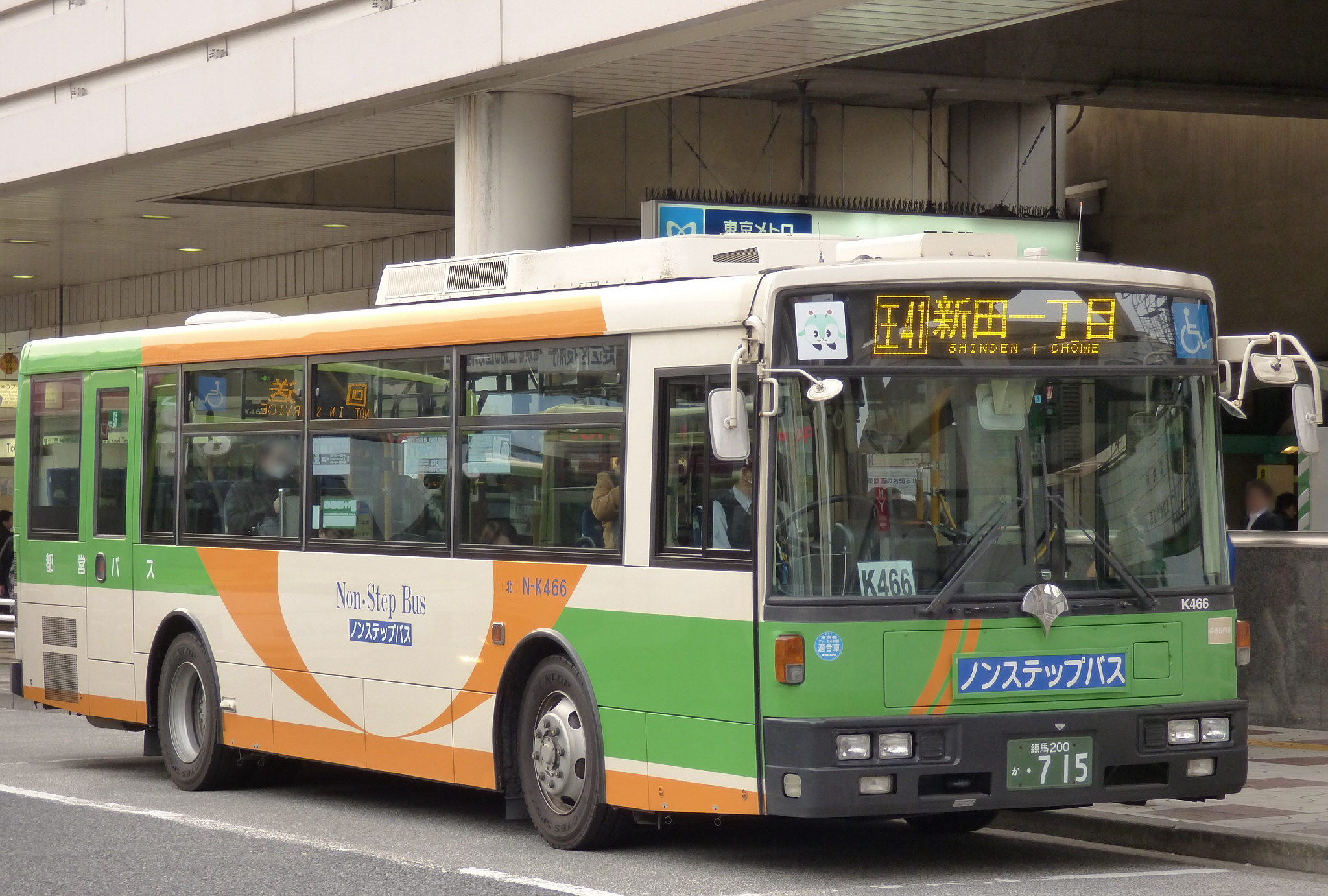
王41（N-K466）
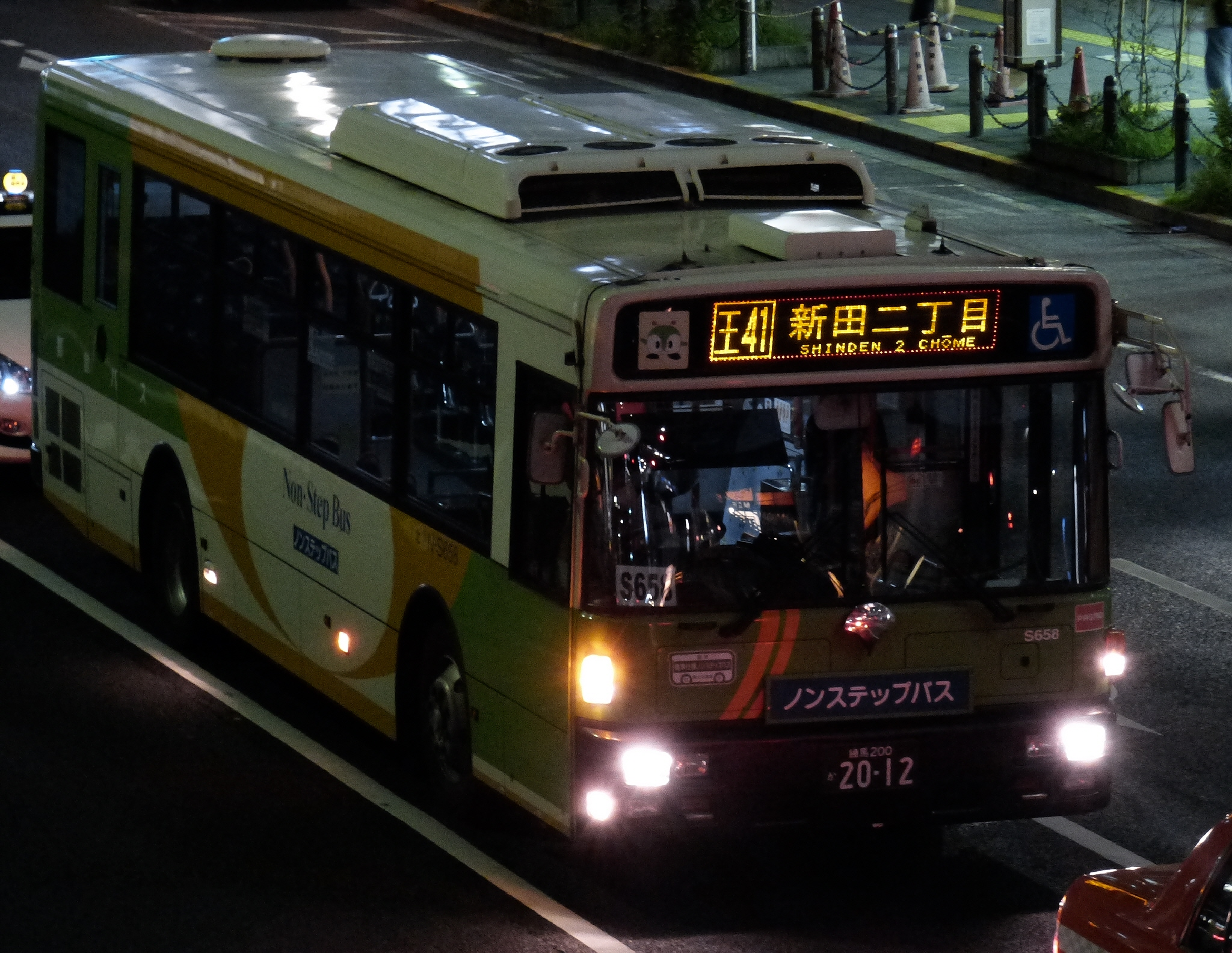
平日のみ王41新田一丁目行き終車後に運行される新田二丁目行き （N-S658）
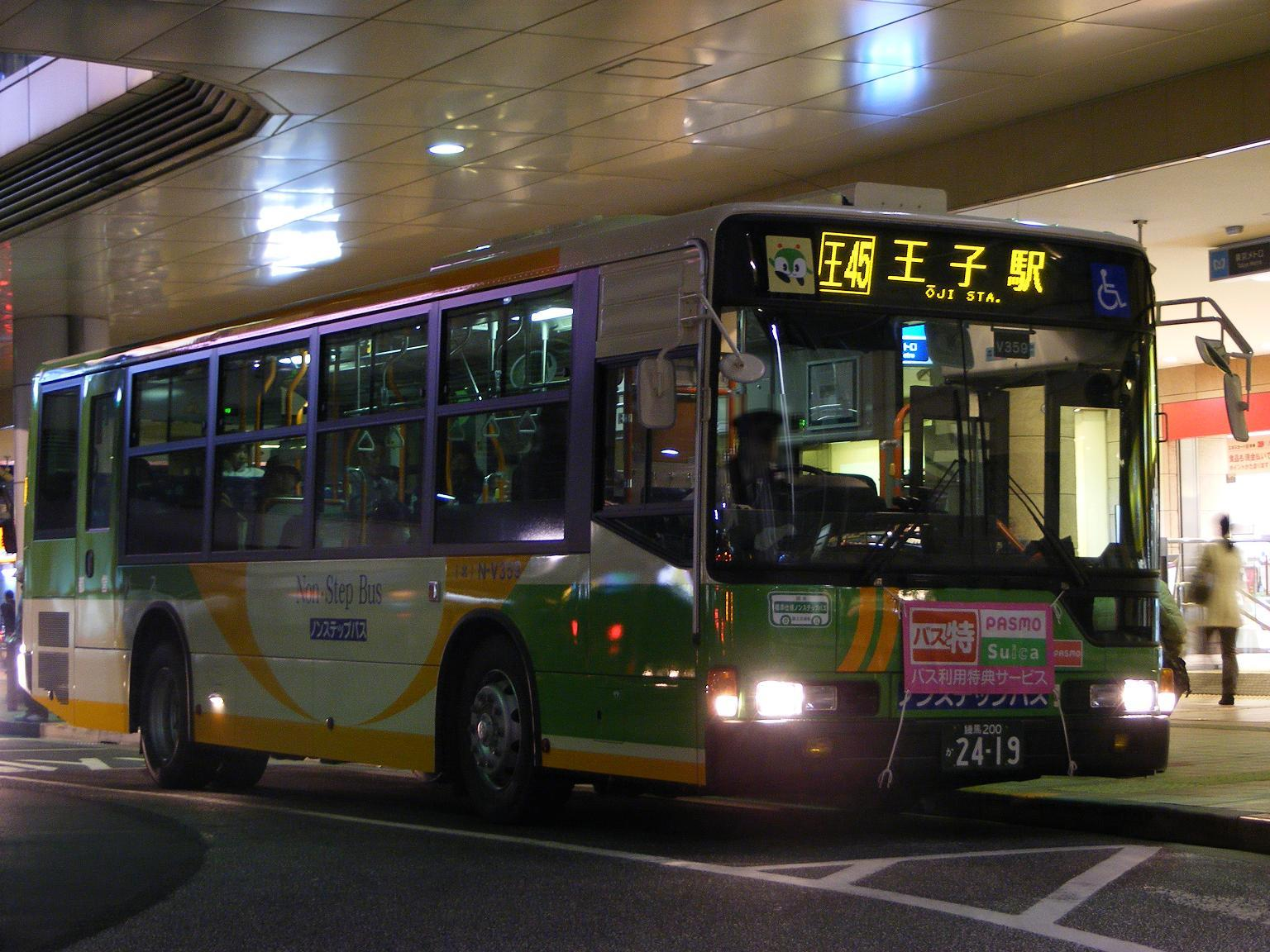
王45 (N-V359)

### 東43系統

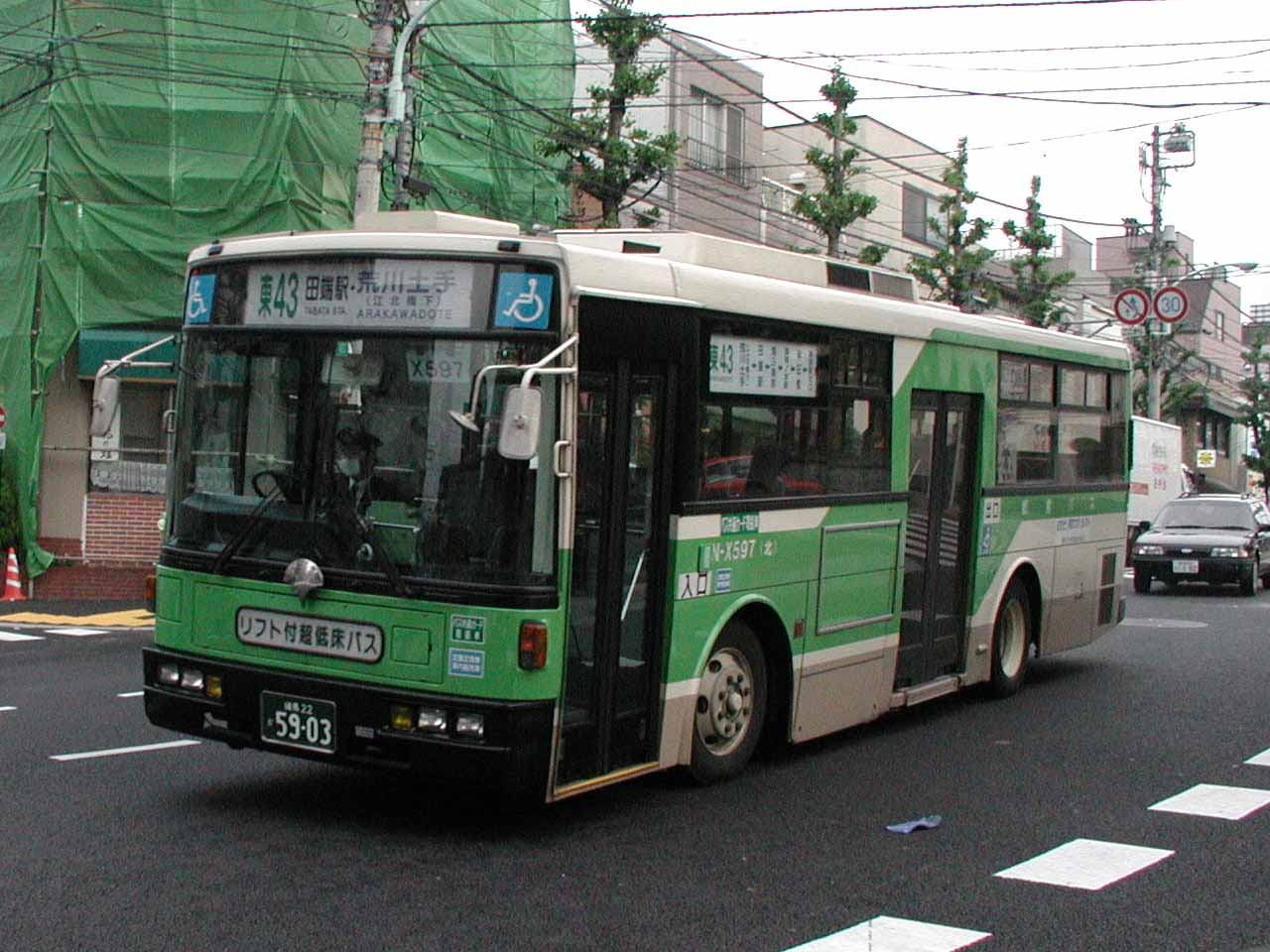
リフト車が新製・転入配置された東43 （N-X597。この車は早稲田からの転属）

- 東43：荒川土手操車所 → 荒川土手 - 宮城都営住宅前 - 小台 - 田端駅 - 駒込病院 - 向丘二丁目 - 本郷三丁目駅 - 御茶ノ水駅 - 神田橋 - 東京駅丸の内北口
- 東43：荒川土手操車所 → 荒川土手 - 宮城都営住宅前 - 小台 - 田端駅 - 駒込病院 → 駒込病院（構内）
- 東43：江北駅 - 荒川土手操車所 - 荒川土手 - 宮城都営住宅前 - 小台 - 田端駅 - 駒込病院 → 駒込病院（構内）
- 東43：荒川土手操車所 → 荒川土手 - 宮城都営住宅前 - 小台 - 田端駅
- 東43：向丘二丁目 → 本郷三丁目駅 → 御茶ノ水駅 → 神田橋 → 東京駅丸の内北口（始発のみ）
- 東43：豊島五丁目団地 - 宮城都営住宅前 - 小台 - 田端駅 - 駒込病院 → 駒込病院（構内）（平日・土曜朝のみ、豊島五丁目行は平日朝のみ）
- 東43：田端駅 → 小台 → 宮城都営住宅前 → 豊島五丁目団地（平日朝に一本のみ）

荒川土手（足立区江北二丁目）から荒川・隅田川に挟まれた小台・西尾久・田端駅経由で文京区・千代田区の都心部を結ぶ。駒込病院行は駒込病院構内まで乗り入れる。荒川土手での折り返しは、北行が荒川土手終着、南行が荒川土手操車所始発となり、荒川土手 → 荒川土手操車所間は回送で走行する。
荒川土手 - 田端駅の需要が特に高く、過半数が折返し場を備えた駒込病院までの運行で毎時5回程度、以遠東京駅までは2回程度である。他にも田端駅発着、北車庫からの出庫便として向丘二丁目始発の東京駅丸の内北口行き、さらに平日・土曜朝は通勤対策と出庫運用を兼ねた豊島五丁目団地 → 駒込病院（構内）行き便が少数設定され、2016年4月1日の改正ではそれまで駒込病院行き便のみだったものが平日朝のみ駒込病院 → 豊島五丁目団地行き便も設定された。
2008年（平成20年）3月30日の日暮里・舎人ライナー開業に合わせ、一部便が江北駅発着となった。2010年には江北橋下経由が廃止となっている。しかし江北駅発着は2016年4月1日の改正で大幅に減らされたうえに全便が駒込病院までとなり、東京駅 - 江北駅間の通し運行は消滅した。
2012年（平成24年）4月1日からは巣鴨営業所が参入し共管となっていたが、2014年3月31日に巣鴨営業所が撤退。

### 王55・深夜11系統

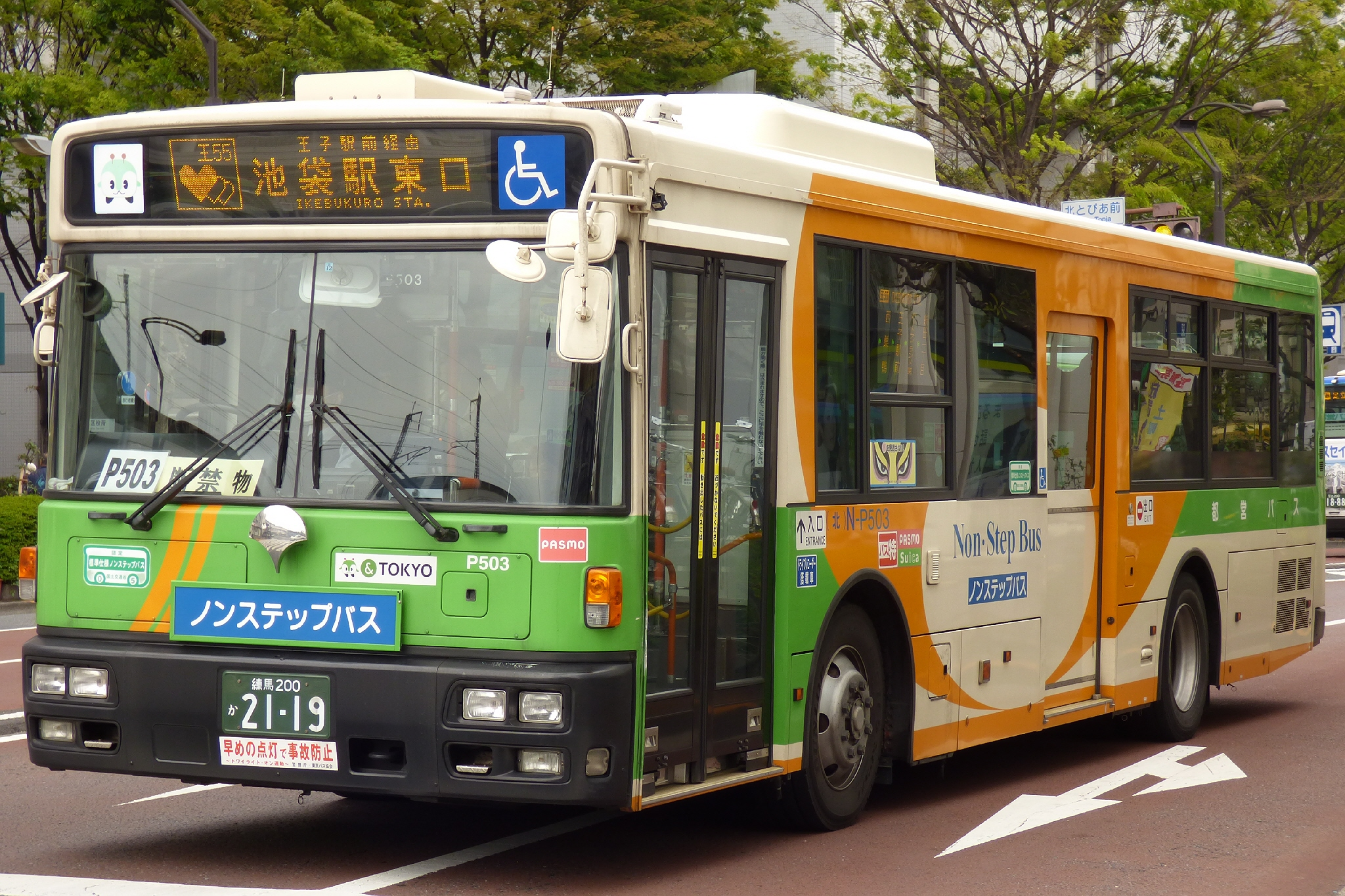
王55池袋駅東口行き(N-P503)

- 王55：池袋駅東口 - 西巣鴨 - 王子駅 -（王子消防署前→）- 新豊橋南 - ハートアイランド東 - 新田二丁目 - 環七新田 - 新田一丁目
- 王55：王子駅 -（王子消防署前→）- 新豊橋南 - ハートアイランド東 - 新田二丁目 - 環七新田 - 新田一丁目
- 王55：王子駅 → 王子消防署前 → 新豊橋南 → ハートアイランド東 → 新田二丁目 → 環七新田 → 新田二丁目（平日終発時間帯のみ）
- 王55折返：王子駅 → 王子消防署前 → 新豊橋南 → ハートアイランド西 → ハートアイランド東 → 新豊橋南 → 王子駅（循環）
- 深夜11：王子駅 → 王子消防署前 → 新豊橋南 → ハートアイランド東 → 新田二丁目

新田地区再開発ハートアイランドSHINDENの事業進捗に伴う王41系統の輸送力補完を目的に、2004年（平成16年）4月1日付で新設された。当初は経路のほぼ全線が王41・王45系統と重複した経路で運行されたが、再開発地区に位置する新豊橋の開通に伴い、2007年に王40乙系統と経路統合・経路延長を行って現在の運行区間となった。ハートアイランドも後の進捗に伴い、王55折返を2008年2月4日に新設した。当初は平日朝のみ運行だったが、僅か2ヶ月後には平日・土曜日にも増発された。2008年8月30日より、一部便が池袋駅東口まで延長された。
ハートアイランドの高層住宅街だけでなく新田一丁目近くに高層マンションがあり、環七新田・新田二丁目には団地や住宅街が多く点在している。また、新豊橋バス停前にも高層マンションがあり特に新田一丁目 - 王子駅間において住宅街を多く抱える路線である。新田一丁目・環七新田・新田二丁目には新田橋経由の王41系統が停車するが池袋駅には行かず王子駅で終点となってしまう事、王55系統の増加による減便、王55系統と間隔が離れているなど難点が多い。また、豊島八丁目はバス停の位置が離れている。
これによりハートアイランドを通る前の環七新田・新田二丁目でほとんどの席が埋まり、ハートアイランド北で立ち客が出始める。この状態でハートアイランド南・新豊橋と高層住宅街を抱えるバス停に停車するため積み残しが発生する事もある。ハートアイランド南は周囲が全て高層マンションの為、一番混雑する時間帯で30人近くの乗客が王55系統を待っている事がある。利用の多い王55系統だが9時台・10時台でも10分間隔（池袋駅東口行きは20分間隔）と少ないため、本数の多い区間のように後続便を待つとなるとかなり待たされてしまう（「新豊橋」乗車の場合だと後続便も同様に環七新田・新田二丁目+ハートアイランド内各停留所の乗客で混雑した状態で到着となる）。
深夜11系統はハートアイランドの開発が進歩したことにより、「ミッドナイト25」第11弾として設定した。王子駅発のみ運行で、王子駅における京浜東北線の終電時刻にあわせるため、深夜1時台まで運行する。
特に同一行先の経由違いである王41との誤乗防止のため、「ハートアイランドSHINDEN」のロゴをLED表示する（方向幕の場合は青地に白抜き文字）。

### 王57・深夜02系統

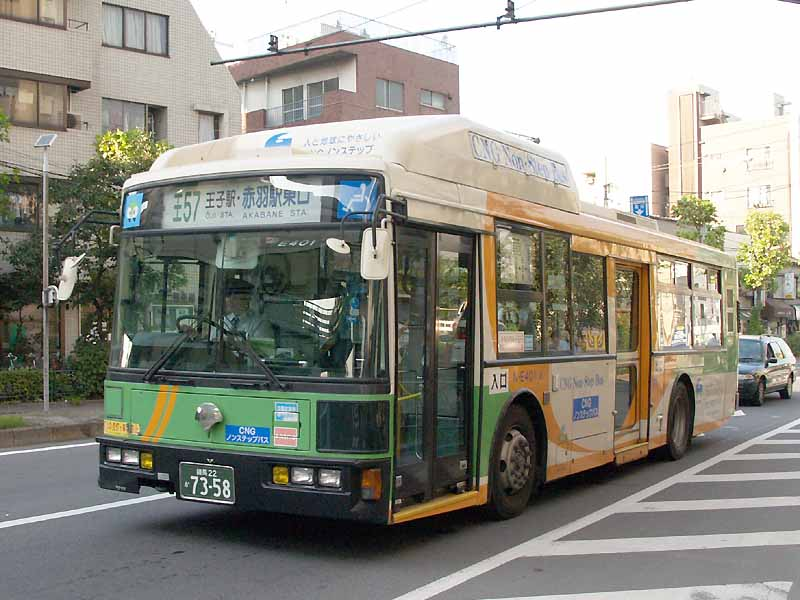
王57 (N-E401)
北営業所に初めて配置されたCNGフルノンステップバスKC-UA460KAM改である。ボディは富士重工業7Eである

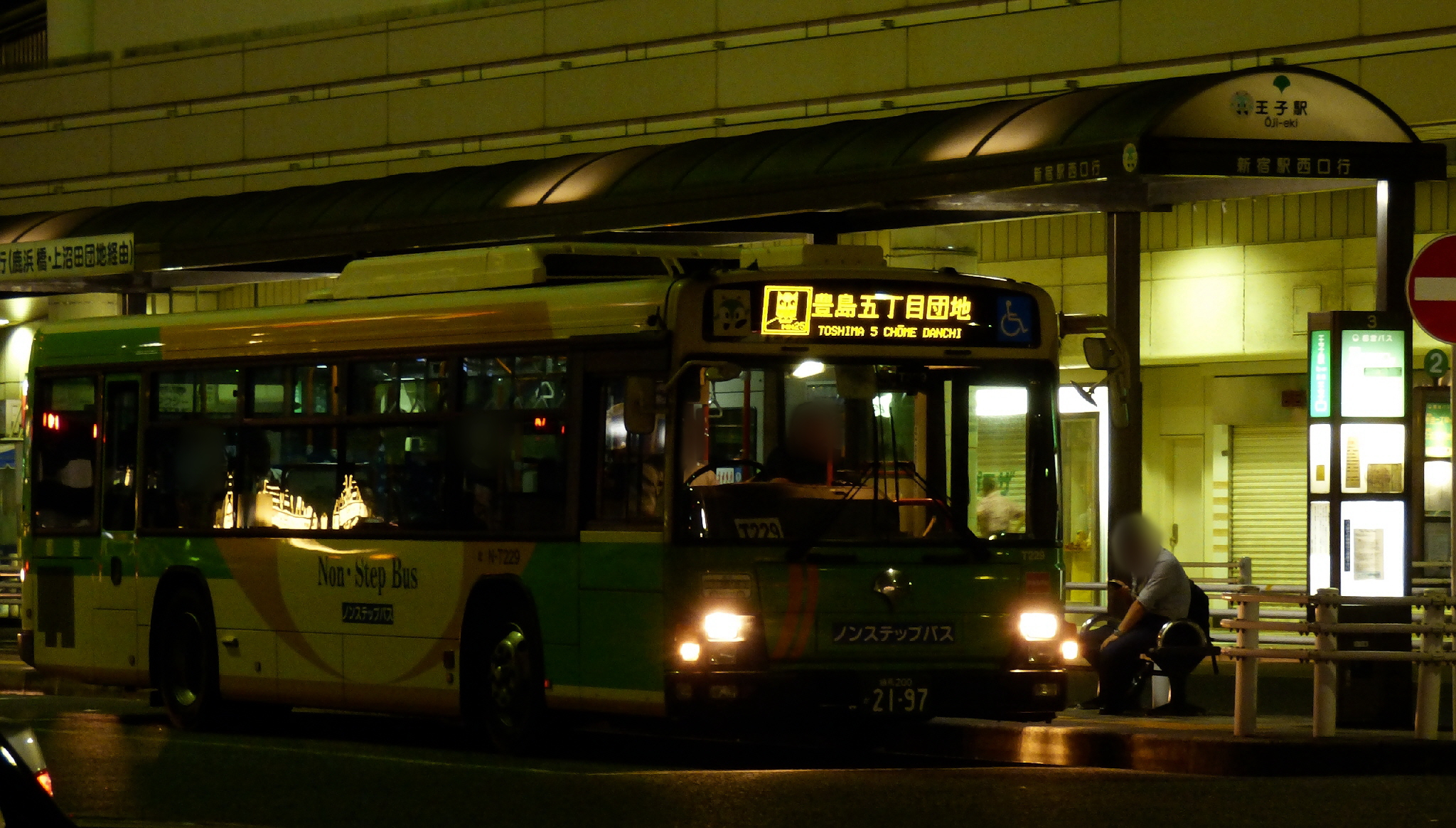
深夜02 (N-T229［いすゞ・エルガ］)
北営業所では28年ぶりに直接投入されたいすゞ車でもある。

- 王57：赤羽駅東口 - 北車庫 - 王子五丁目 - 王子駅 - 豊島五丁目団地
- 王57：王子駅 - 豊島五丁目団地
- 王57：北車庫 - 王子五丁目 - 王子駅 - 豊島五丁目団地
- 深夜02：池袋駅東口 → 西巣鴨 → 王子駅 → 豊島五丁目団地（1本のみ）
- 深夜02：王子駅 - 豊島五丁目団地

1972年（昭和47年）11月12日の都電第7次撤去で廃止された27系統王子駅前 - 赤羽間の代替として運行開始。折から入居が始まっていた日本住宅公団（現・都市再生機構）豊島五丁目団地への住民輸送と、王40系統の混雑緩和を目的に、王子駅と豊島五丁目の間を延長する形でスタートした。当初は志村営業所が担当したが、廃止に伴い北営業所の担当となった。
1991年（平成3年）11月29日に営団地下鉄（現・東京メトロ）南北線が開業し、北本通りを経由する赤羽二丁目（赤羽岩淵駅） - 王子駅が重複する形となったが、赤羽駅繁華街へ直通している（南北線がJR赤羽駅より離れた地域に駅を設けているのは、都電27系統時代と同じ）ことや沿線公共施設（赤羽・王子両警察署）へのアクセス需要が高いことから、減便されたものの毎時4本程度の運行を保っている。ほぼ全線が交通量の多い幹線道路であるため、ダイヤが乱れる事も多い。
現在は、王40甲系統と重複する王子駅 - 豊島五丁目団地の運行が過半数（日中はほぼ半々）で、同区間に限っては運行回数が毎時8回程度まで倍増する。これは池袋および足立区方面への直通需要が非常に高く、輸送力が飽和状態にある同系統の補完的役割・遠近分離を狙っているためである。
深夜02系統は王子駅と豊島五丁目団地を結ぶ深夜バスで、平日のみ運行されている。2025年3月までは池袋駅東口始発であったが、運転手不足等々を理由として、王子駅前始発に改められた。王子駅前停留所は、本線にあたる王40甲・王57系統と異なり、駅前バスターミナル内の乗り場を使用している。

## 廃止・移管路線

### 王40乙・（旧）王55系統
- 王40乙：王子駅 → 王子五丁目 → トンボ鉛筆 → 豊島六丁目 → 王子駅（豊島循環・午前）
- 王40乙：王子駅 → 豊島六丁目 → トンボ鉛筆 → 王子五丁目 → 王子駅（豊島循環・午後）
- 王55：王子駅 - 王子五丁目 - ハートアイランド（循環）

王40乙系統は1988年（昭和63年）10月31日に運行を開始した（同日、宮城循環が王40丙となる）。乗降客が多い豊島五丁目団地を避ける経路をとり、事業所や学校、住宅の多い豊島地区の通勤・通学対策として平日・土曜の朝夕のみ運行されていた。
一方の王55系統は2004年に新設、王子駅から王子五丁目(ハートアイランド方面乗り場は現・王子消防署)を経て足立区新田のハートアイランドSHINDENを循環する経路だった。
2007年（平成19年）4月1日に両系統を統合、王子駅 - ハートアイランド東 - 新田一丁目間の王55系統および王子駅 - ハートアイランド東循環の王55折返系統とし、ともにトンボ鉛筆（現：新豊橋南）を経由するように改められた。

### 急行03系統
- 急行03：池袋駅東口 - 西巣鴨 - 王子駅 - 豊島三丁目 - 豊島四丁目 - 豊島六丁目 - 豊島五丁目団地

上記停留所のみ停車するラピッドバスで、平日朝夕のみの運行。王40甲系統の急行便という位置付けだった。2000年（平成12年）12月12日の大江戸線全線開通時に設定。2003年3月14日に急行便全便を王40甲系統の通常便に切り替わる形で急行03運行終了(急行03が王40本線となって増便)。

### 草64系統
- （トロリー104→604→）草64：浅草寿町 - 浅草松屋前 - 日本堤 - 大関横丁 - 新三河島駅 - 王子駅 - 西巣鴨 - 池袋駅東口

トロリーバス104系統の代替として、撤去翌日の1968年（昭和43年）4月1日付で新設。戸山無軌条電車営業所（現・早稲田営業所）を引き継いだ渋谷営業所戸山支所、戸山無軌条電車営業所昭和町派出所を引き継いだ滝野川営業所昭和町分車庫、そして滝野川と昭和町を統合した北営業所が担当してきたが、1982年（昭和57年）3月の志村営業所廃止と同時に巣鴨営業所へ移管。その後、2006年度から2009年度まで巣鴨と南千住の共管になった時期がある。

### 王46系統
- 王46：王子駅 - 豊島五丁目団地 - 江北陸橋下 - 江北六丁目団地 - 加賀団地（循環）
- 王46：王子駅 → 豊島五丁目団地 → 江北陸橋下 → 江北六丁目団地 → 加賀

2003年（平成15年）3月17日付で運行開始。その後幾度の経路変更を経て2008年3月30日付で巣鴨営業所に移管。その後、2012年（平成24年）3月31日限りで廃止、代替で里48系統の一部を加賀団地循環（里48-2系統）とした。

### 603系統
- （トロリー103→）603：池袋駅 - 豊島区役所前 - 西巣鴨 - 飛鳥山 - 王子駅 - 梶原 - 尾久駅 - 田端新町三丁目 - 新三河島駅 - 荒川区役所前 - 大関横丁 - 三ノ輪二丁目 - 泪橋 - 東向島三丁目 - 橘通り - 福神橋 - 亀戸四丁目 - 亀戸駅

トロリーバス103系統の代替として、草64系統と同じく昭和町分車庫の所管で1968年4月1日に新設。しかし、路線の大半が604系統と重複する上に大関横丁と亀戸の間は千住営業所の12系統（現・里22系統。後に南千住へ移管）もあったため非効率と判断され、都電第6次撤去と同時の1971年（昭和46年）3月16日限りで廃止された。

### 4系統
- 4（→端44）：北千住駅 - 千住桜木 - 尾竹橋 - 熊野前 - 田端駅 - 動坂下 - 駒込病院

1951年（昭和26年）3月1日に田端駅 - 熊野前間で開通。滝野川営業所所管。その後は路線の延長を繰り返し、1972年（昭和47年）7月2日付で千住営業所へ移管、同年11月12日に系統番号を端44系統に変更し現在に至る。

### 133系統
- 133：池袋駅東口 - 西巣鴨 - 王子駅 - 豊島三丁目 - 荒川土手 - 西新井大師 - 島根三丁目 - 六月町 - 水神 - 谷塚 - 草加駅入口 - 新田駅入口 - 蒲生温泉 - 越谷市役所入口 - 越谷駅（東武鉄道越谷営業所＝現・朝日自動車と共同運行）

1961年（昭和36年）4月20日に開通。滝野川営業所から現在の北営業所までを通じて唯一の民間との相互乗り入れ路線だった。池袋駅から現在の王40甲系統のルートで西新井大師まで、そこから千住営業所の106系統と同じく日光街道（国道4号および足立越谷線）を北上、草加が終点だった106系統よりも先の越谷駅まで行っていた。
1970年（昭和45年）3月15日限りで廃止。島根三丁目から先の日光街道上は千住営業所の北47系統のほか、東武バスセントラル足立営業事務所の竹14系統、ミッドナイトアロー春日部などが運行されている。

### 里48系統
2022年1月4日付で路線の経路変更がされ、これを機に共管を撤退。今後、巣鴨営業所・千住営業所の2つの営業所が運行していく。